# Sveriges akademikers centralorganisation
Sveriges akademikers centralorganisation, Saco, är en facklig centralorganisation på den svenska arbetsmarknaden.

## Verksamhet

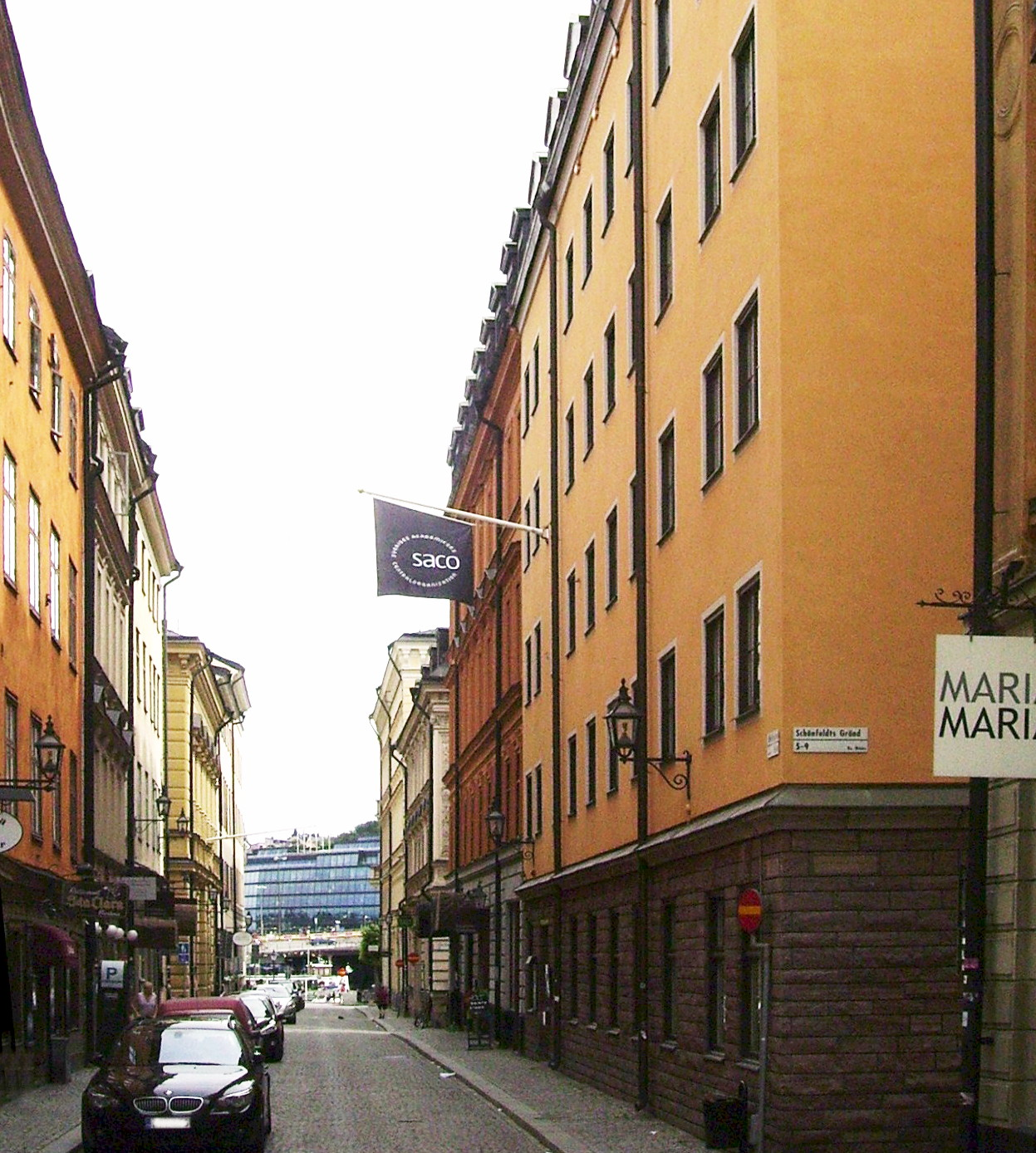
Saco:s kontorsbyggnad i kvarteret Midas, Gamla stan, i Stockholm.

Saco har 21 medlemsförbund, med egna styrelser och kanslier, som organiserar olika akademikergrupper utifrån profession och utbildningsbakgrund, t ex arkitekter, bibliotekarier, ekonomer, ingenjörer, jurister, läkare, lärare, naturvetare och psykologer. Förbunden driver frågor som är specifika för den egna yrkeskåren. Bland frågor som drivs av Saco och dess fackförbund kan nämnas medlemmarnas löner och anställningsvillkor, speciella anställningsformer, övertidsersättningar, jämställdhetsfrågor, försäkringar, pensioner och kompetensutvecklingsfrågor. Saco är partipolitiskt obundet.
Saco har ett kansli, med drygt 35 medarbetare, som arbetar med utredningar, opinionsbildning, information och statistik. Sacos kongress, med 101 ombud utsedda av förbunden, hålls vart fjärde år. Vid kongressen väljs bland annat styrelse. Styrelsen består idag av ordföranden Göran Arrius, som utsågs på den senaste ordinarie kongressen 2011, samt elva ledamöter. Saco studentråds ordförande är därutöver adjungerad i styrelsen.

## Förbundens förhandlingsverksamhet och partsställning
Inom statlig sektor agerar Saco-S för statligt anställda akademiker tillhörande 18 av Sacos medlemsförbund. Övriga tre Sacoförbund har inom statlig sektor valt att ha sin partsställning genom de förbundsområden som finns inom förhandlingsorganisationen Offentliganställdas förhandlingsråd (OFR). Dit hör Sveriges Lärare, Officersförbundet och Sveriges Reservofficerare (Sverof). Totalt företräder Saco-S närmare 90 000 akademiker. Saco-S och OFR/S,P,O (OFR:s förbundsområden Statstjänstemän, Poliser och Officerare) förhandlar på central nivå med Arbetsgivarverket som motpart. 
På lokal nivå finns Saco-S-föreningar och företrädare för OFR/S,P,O. 
Inom kommunal och regional sektor agerar 16 förbund genom AkademikerAlliansen, en förhandlingsorganisation som sluter de centrala avtalen med Sveriges Kommuner och Regioner (SKR) och Sobona. Totalt företräder AkademikerAlliansen cirka 65 000 medlemmar. Sveriges Lärare, Sveriges Läkarförbund och Akademikerförbundet SSR har valt att ha sin partsställning genom egna förbundsområden inom förhandlingsorganisationen OFR.
På lokal nivå är utgångspunkten att alla förbund var för sig är i egen partsställning gentemot arbetsgivarna. Ibland förekommer, i samverkansfrågor gentemot arbetsgivaren, frivilligt förbundssamarbete genom så kallade Sacoråd, vilket trots namnet inte är en del av Sacos uppdrag och verksamhet.

## Historia
Sveriges yngre akademikers centralorganisation bildades 1943 som ett resultat av det under 1940-talet ökade intresset för fackliga problem hos akademikerna.  Man bildade därför SYACO, Sveriges Yngre Akademikers Centralorganisation. Organisationen skulle verka för förbättring av akademikernas villkor och föreslog bland annat inrättandet av ett prognosinstitut för intellektuell arbetskraft och en utredning av akademikernas sociala förhållanden. SYACO ombildades efter några år till Saco som konstituerades den 10 oktober 1947. Antalet medlemmar var 16 000, fördelat på 18 olika förbund. Samtidigt gick elva akademikerförbund, däribland Lärarnas Riksförbund, över från SR (Statstjänstemännens Riksförbund) till Saco efter att tidigare ha varit dubbelanslutna. 
Verksamheten utgjorde en fortsättning och utvidgning av SYACO:s verksamhet. Sacos genombrott som förhandlingspart gentemot stat och kommun ägde rum under början av 1950-talet. Man bedrev en omfattande utredningsverksamhet, fungerade som remissinstans och var representerat i olika statliga organ och kommittéer. För att tillvarata särintressen inom organisationen inrättades rådgivande organ av vilka Yngrerådet (sedermera Saco studentråd) intog en särställning. 
Senare, år 1975, förenades Saco och SR i en ny organisation: SACO/SR. Där ingick 26 förbund med 165 000 medlemmar. 1989 beslutade kongressen en namnändring tillbaka till SACO. De cirka 100 000 studentmedlemmarna samlas i Saco studentråd vilket är Sveriges största frivilliga studentorganisation.
2013 hade Saco nästan 646 000 akademiker. En majoritet av Sacoförbundens medlemmar är kvinnor.
2022 var 73 procent av alla tjänstemän och akademiker fackligt anslutna.

### Tvister och konflikter
1946 drev Saco sin första stora fråga, att finna en lösning på akademikernas stora problem med amortering på banklån för studier och man fick en överenskommelse om studielån med staten som garant. 1955 låg Saco i konflikt med Stadsförbundet, den dåvarande kommunala arbetsgivarorganisationen. Konflikten rörde arbetsgivarens rätt att dra in lönetillägg för medlemmar vars organisation har varslat om eller vidtagit stridsåtgärder. Ett avtal slöts till sist utan en sådan klausul. Saco-konflikten 1966, som rörde lärarnas anställningsförhållanden, ledde till strejk med åtföljande lockout från Avtalsverket. 

#### SACO/SR-konflikten 1971
1971 utbröt en storkonflikt efter att arbetsgivarna hade lagt fram ett lönebud som Saco fann oacceptabelt. Saco varslade, efter långdragna förhandlingar, om strejk. Arbetsgivarna svarade med lockout av 34 000 Sacomedlemmar. Konflikten stoppades då regeringen Palme ingrep och lade fram en proposition om en tjänstepliktslag, i media benämnd "tvångslag", för riksdagen. Lagen, som bröt mot svensk rättstradition, riktade sig mot anställda i stat och kommun och gav regeringen makt att för en tid av sex veckor avbryta sådana stridsåtgärder som ansågs hota väsentliga samhällsintressen. Mot Sacos ordförande Bertil Östergren riktades hård kritik från politiskt håll och han beslöt att avgå. För Saco var regeringsingripandet ett allvarligt bakslag, som för decennier framöver reducerade dess kraft och auktoritet.

## Medlemsinflytande
Sacos högsta beslutande organ är kongressen som sammanträder vart fjärde år. Medlemsförbunden har här proportionellt inflytande genom en mandatfördelning baserad på förbundens medlemsunderlag. Kongressen utser, efter ett valberedningsförfarande, en styrelse som under kommande kongressperiod leder Sacos verksamhet. Till sitt stöd har styrelsen ett kansli som leds av en kanslichef. Under en kongressperiod kan förbunden, genom återkommande möten i ett ordföranderåd, träffa varandra och styrelsen för samråd och dialog kring viktigare federationsgemensamma frågor. På tjänstemannivå finns ett antal nätverk för löpande dialog och samarbete mellan Sacos kansli och Sacos medlemsförbund.

## Ordförande genom tiderna
| - J.P. Edvardsson (1947) - Ivan Oldmark (1949) - Torsten R. Åström (1950–1954) - Axel Ahlmark (1955–1958) - Lennart Asplund (1959–1968) - Osborne Bartley (1968–1974) - Osborne Bartley (1975–1980) - Göran Kallin (1980–1985) - Jörgen Ullenhag (1985–1993) | - Anders Milton (1993–2001) - Anna Ekström (2001–2011) - Göran Arrius (2011–) |

## Nuvarande medlemsförbund i Saco
- Akademikerförbundet SSR
- Akavia
- DIK
- Kyrkans Akademikerförbund
- Naturvetarna
- Officersförbundet
- Fysioterapeuterna
- SRAT
- Sveriges Arbetsterapeuter
- Sveriges Arkitekter
- Sveriges Farmaceuter
- Sveriges Fartygsbefälsförening
- Sveriges Ingenjörer
- Sveriges Lärare
- Sveriges läkarförbund
- Sveriges psykologförbund
- Sveriges Reservofficersförbund
- Sveriges Skolledare
- Sveriges Tandläkarförbund
- Sveriges universitetslärare och forskare (SULF)
- Sveriges veterinärförbund

## Partival för Saco-medlemmar i svenska riksdagsval
Tabellen nedan visar partival för Saco-medlemmar i svenska riksdagsval enligt Sveriges Televisions vallokalsundersökning SVT/VALU. Siffrorna i tabellen är angivna som röstandel i procent.
| Parti | Parti                  | 2014 | 2018 | 2022 |
| ----- | ---------------------- | ---- | ---- | ---- |
|       | Vänsterpartiet         | 8    | 10   | 10   |
|       | Socialdemokraterna     | 20   | 25   | 32   |
|       | Miljöpartiet           | 13   | 8    | 10   |
|       | Centerpartiet          | 8    | 12   | 9    |
|       | Liberalerna            | 11   | 9    | 7    |
|       | Kristdemokraterna      | 7    | 6    | 4    |
|       | Moderaterna            | 20   | 17   | 17   |
|       | Sverigedemokraterna    | 4    | 9    | 9    |
|       | Feministiskt initiativ | 9    | 2    | 1    |
|       | Övriga partier         | 0    | 0    | 1    |

| Partiblock | Partiblock                       | 2014 | 2018 | 2022 |
| ---------- | -------------------------------- | ---- | ---- | ---- |
|            | Rödgröna blocket (S, V, MP)      | 41   | 43   | 52   |
|            | Borgerliga blocket (M, C, KD, L) | 46   | 44   | 37   |